# 紐約市景觀地標

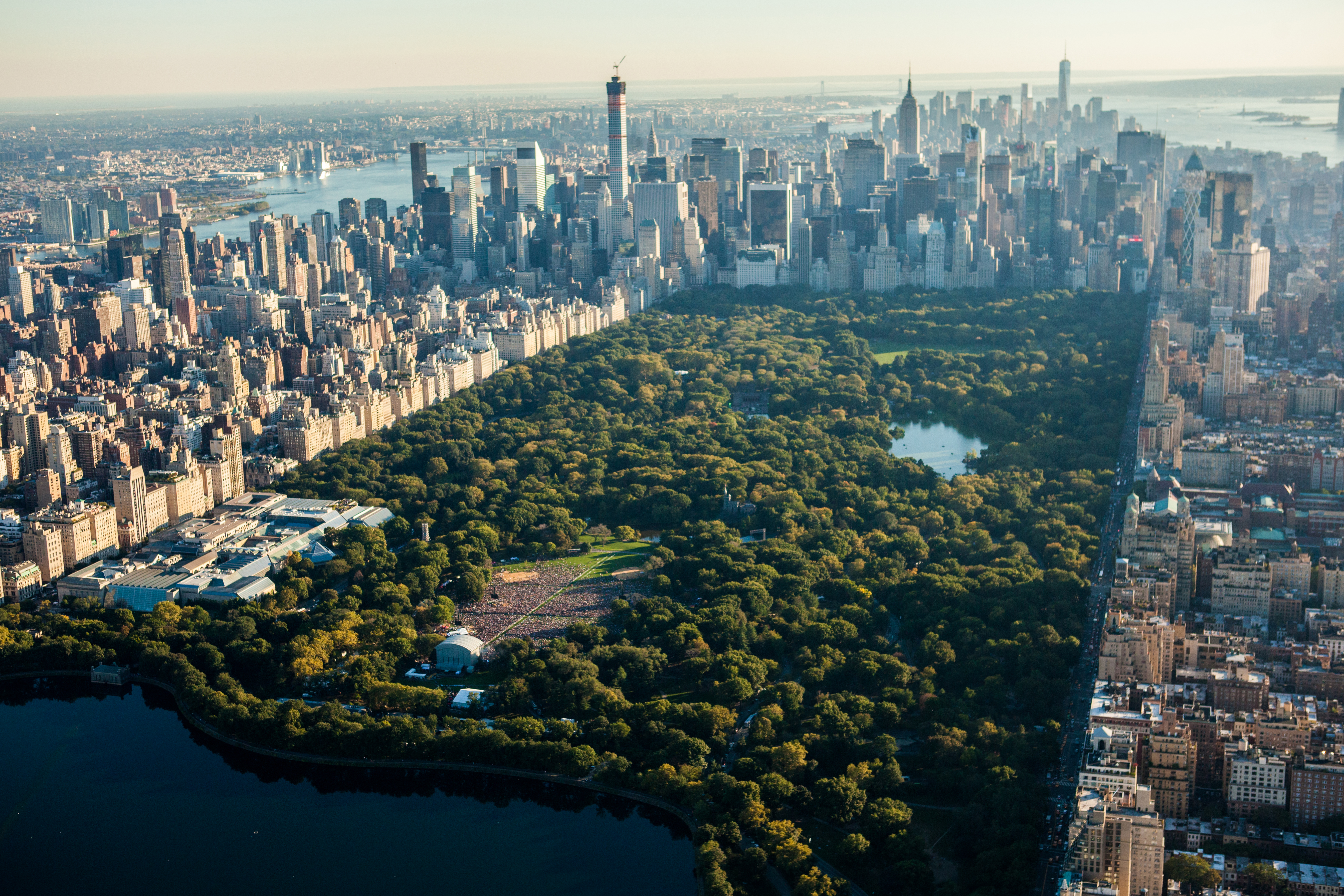
中央公園是首個獲紐約市地標保護委員會指定為景觀地標的地點

紐約市景觀地標（英語：New York City scenic landmarks）是指由紐約市政府轄下的地標保護委員會所指定的受保護地點。景觀地標是指由紐約市擁有，對該市、纽约州乃至整個國家而言具有「特殊性質，特殊歷史價值，特殊美學意義，或者作為發展、遺產或文化特徵一部分的價值」，而且至少有30年歷史的地點。根據規定，委員會可向合資格地點授予景觀地標的地位。這類地標包括但不限於公園、廣場、道路。截至2025年3月，地標保護委員會已經指定12處地點為景觀地標。其中，有七個景觀地標是在1970至1980年代指定。曼哈頓擁有最多景觀地標，其次是擁有四個地標的布鲁克林，以及擁有一個地標的布朗克斯。首個獲授予景觀地標地位的是位處曼哈頓的中央公園，而最近期獲指定的地點是位於布朗克斯的渡槽步道。

## 概要
紐約市地標保護委員會是紐約市政府轄下機構，負責執行該市的《地標保護法》。委員會負責管理四類地標：獨立地標、室內地標、景觀地標、歷史區。景觀地標是指由紐約市擁有，對該市、纽约州乃至整個國家而言具有「特殊性質，特殊歷史價值，特殊美學意義，或者作為發展、遺產或文化特徵一部分的價值」，而且至少有30年歷史的地點。截至2025年3月，紐約市地標保護委員會已經指定12處地點為景觀地標。部分地標也獲列入由國家公園管理局管理的《國家史蹟名錄》。
1965年4月，紐約市市長小羅伯特·F·瓦格納授權紐約市地標保護委員會，正式指定歷史建築為地標。委員會隨後於同年10月指定了首個官方地標。起初，只有歷史區和室外建築可以獲指定為地標；但在1973年，市長約翰·林賽簽署法案，容許委員會將一些合資格地點指定為景觀地標和室內地標。
首個獲提議指定為景觀地標的是位於曼哈頓的中央公園，它於1974年4月16日正式入選。而在同年7月23日和11月12日，委員會又指定了同樣位於曼哈頓的大軍團廣場和布莱恩特公园為景觀地標。1975年1月28日，委員會把位於曼哈頓上西城的威尔第广场，以及布魯克林的海洋大道，指定為景觀地標。接下來委員會再把兩處地點列為景觀地標：展望公園於1975年11月25日入選，東大道則於1978年8月22日入選。1980年2月19日，委員會把位處曼克頓上西城的河濱公園及鄰近的河濱大道，合併選為單一景觀地標。1983年9月20日，委員會把位於曼克頓華盛頓高地的崔恩堡公園列入景觀地標。而在之後的25年裏，委員會再沒有指定任何地點為新的景觀地標。
踏入21世紀，委員會又開始指定各處合資格地點為新的景觀地標。2008年7月15日，委員會把橫跨晨边高地和哈莱姆兩個社區的晨邊公園，指定為景觀地標。而在10年後，即2018年5月15日，委員會把位於布魯克林康尼島的里格爾曼板道列入名單。值得一提的是，委員會此前否決將板道納入景觀地標名單的建議，認為它在更新後與原來的狀態大相徑庭，不符合保護資格。2024年4月16日，委員會把位於布朗克斯的渡槽步道指定為景觀地標，而它也是該行政區首個景觀地標。特別的是，這次宣告恰逢委員會首次指定景觀地標50周年。

## 景觀地標
| 名稱               | 圖像 | 入選日期       | 位置 | 所在行政區 | 簡介 |
| ------------------ | ---- | -------------- | --- | ---------- | --- |
| 布莱恩特公园       |      | 1974年11月12日 | 以40街、第六大道、42街、紐約公共圖書館總部西側外牆為界 40°45′14″N 73°59′01″W / 40.7538°N 73.9836°W                   | 曼哈頓     | 布萊恩特公園佔地3.9公頃（9.6英畝），名稱源於詩人威廉·卡倫·布萊恩特，於1847年開放。公園內有一片長方形草坪，並被綠蔭步道環繞。 |
| 中央公園           |      | 1974年4月16日  | 以59街、第八大道、110街、第五大道為界 40°46′57″N 73°57′58″W / 40.7825°N 73.9661°W                                    | 曼哈頓     | 中央公園佔地341公頃（843英畝），由景觀設計師弗雷德里克·奧姆斯特德和卡尔弗特·沃克斯操刀，於1876年開放，是美國首座城市公園。公園設有湖泊和林地等人造景觀，雕塑和紀念碑等藝術品，以及各類休閒設施。園內也提供各類小徑供遊人使用。                                                                                 |
| 里格爾曼板道       |      | 2018年5月15日  | 始於西37街，終於布萊頓14街 40°34′24″N 73°58′43″W / 40.5733°N 73.9787°W                                               | 布鲁克林   | 里格爾曼板道長4.3（2.7英里），寬15至24（50至80英尺），由各類木材鋪製而成。板道初建於1922年，於1923年開放，並在1926年和1941年歷經兩次擴建。板道鄰近沙灘，且設有各式休閒設施。 |
| 東大道             |      | 1978年8月22日  | 始於大軍團廣場，終於勞夫大道 40°40′11″N 73°56′50″W / 40.6698°N 73.9473°W                                             | 布鲁克林   | 東大道全長6.1（3.8英里），兩旁種有樹木，由弗雷德里克·奧姆斯特德設計。大道於1874年竣工，從大軍團廣場（展望公園主入口）開始，向東延伸至勞夫大道。東大道包含一條主路，兩條輔助道路，以及兩個分隔带。 |
| 崔恩堡公園         |      | 1983年9月20日  | 大致以迪克曼街、百老匯大道、卡布里尼大道、190街、亨利哈德遜大道為界 40°51′48″N 73°55′56″W / 40.8634°N 73.9322°W      | 曼哈頓     | 崔恩堡公園佔地27公頃（67英畝），地處曼哈顿上城山脊。慈善家小约翰·D·洛克菲勒於1917年收購該地段，再於1931年至1935年聘請奧姆斯德兄弟設計公園。公園於1935年開放予公眾使用，它除了設有小徑、花園、遊樂場等休閒設施，同時是大都會藝術博物館分館——修道院博物館的所在地。                                              |
| 大軍團廣場         |      | 1974年7月23日  | 以第五大道、58街、西大軍團廣場道、60街為界 40°45′53″N 73°58′23″W / 40.7647°N 73.9731°W                               | 曼哈頓     | 大軍團廣場佔地0.25公頃（0.62英畝），位於中央公園東南方，由卡雷尔和黑斯廷斯建筑师事务所設計，於1916年竣工。廣場分為南北兩部分，南部設有普立茲噴泉，北部則設有威廉·特庫姆賽·薛曼的騎馬雕像。 |
| 晨邊公園           |      | 2008年7月15日  | 以晨邊路、阿姆斯特丹大道、123街、晨邊大道、曼哈頓大道、110街為界 40°48′23″N 73°57′31″W / 40.8063°N 73.9585°W         | 曼哈頓     | 晨邊公園佔地12公頃（30英畝），位於曼哈顿上城一處天然懸崖。公園由弗雷德里克·奧姆斯特德和卡爾弗特·沃克斯設計，於1859年完工。園內設有人造瀑布和觀賞池塘，三座雕塑，一座植物園，以及球場等休閒設施。 |
| 海洋大道           |      | 1975年1月28日  | 始於教堂大道，終於海風大道 40°36′53″N 73°58′07″W / 40.6146°N 73.9686°W                                               | 布鲁克林   | 海洋大道全長8.0（5英里），兩旁種有樹木，由弗雷德里克·奧姆斯特德設計。大道於1876年落成，從展望公園南部開始，向南延伸至海風大道。海洋大道包含一條主路，兩條輔助道路，以及兩個分隔帶。 |
| 渡槽步道           |      | 2024年4月16日  | 始於179街，終於金斯布里奇道 40°51′45″N 73°54′15″W / 40.8626°N 73.9042°W                                              | 布朗克斯   | 渡槽步道全長7.9（4.9英里），屬於线性公园。渡槽建於1837年至1842年間，堅負著向紐約市輸送潔淨水的重任。1930年，渡槽步道歸於紐約市公園局管轄。1930至1940年代，公園局陸續在步道旁邊加設小路、遊樂場、運動場等休閒設施。                                                                                             |
| 展望公園           |      | 1975年11月25日 | 以西南展望公園道、西展望公園道、法烈布殊大道、海洋大道、帕克賽德大道為界 40°39′45″N 73°58′10″W / 40.6624°N 73.9694°W | 布鲁克林   | 展望公園佔地213公頃（526英畝），由弗雷德里克·奧姆斯特德和卡爾弗特·沃克斯設計。由於1873年恐慌引起的財政問題，以致一些原定設施未能落成，公園在這年只能稱為基本完工。最終，由公園設計至所有設施落成，足足花費了三十年時間。公園分為三個區域，包括船庫、庇護所、以及兩座歷史悠久的房屋，小徑網絡蜿蜒貫穿整片區域。 |
| 河濱公園及河濱大道 |      | 1980年1月22日  | 以72街、哈德遜河、聖克萊爾路、河濱大道以東為界 40°48′01″N 73°58′25″W / 40.8002°N 73.9737°W                           | 曼哈頓     | 河濱公園及河濱大道均出自弗雷德里克·奧姆斯特德和卡爾弗特·沃克斯之手，兩人於1870年代著手設計。公園沿著哈德遜河而建，原本佔地77公頃（191英畝）；但在1930年代經重新設計並擴建後，公園面積擴大至119公頃（293英畝），長6.4（4英里）。公園除了有不少自然景觀，也設有一系列休閒設施。                                  |
| 威尔第广场         |      | 1975年1月28日  | 以百老匯大道、73街、第十大道、72街為界 40°46′45″N 73°58′54″W / 40.7791°N 73.9816°W                                   | 曼哈頓     | 威爾第廣場佔地400平方（0.1英畝），以義大利歌劇作曲家朱塞佩·威尔第的名字命名，於1887年啟用。廣場東側矗立威尔第纪念碑，由義大利雕塑家帕斯奎爾·奇維萊蒂於1906年雕刻而成。 |